# الدلو العجيب
الدلو العجيب مسلسل رسوم متحركة بريطاني عرض لأول مره بين عامي 1996-1998 يتكون من 39 حلقة وتمت دبلجة المسلسل للغة العربية .

## روابط خارجية
- Mike Jupp's official homepage
- Mike Jupp's official forum